# Neoleptoneta blanda
Neoleptoneta blanda là một loài nhện trong họ Leptonetidae.
Loài này thuộc chi Neoleptoneta. Neoleptoneta blanda được Willis J. Gertsch miêu tả năm 1974.